# 앨런 다비오

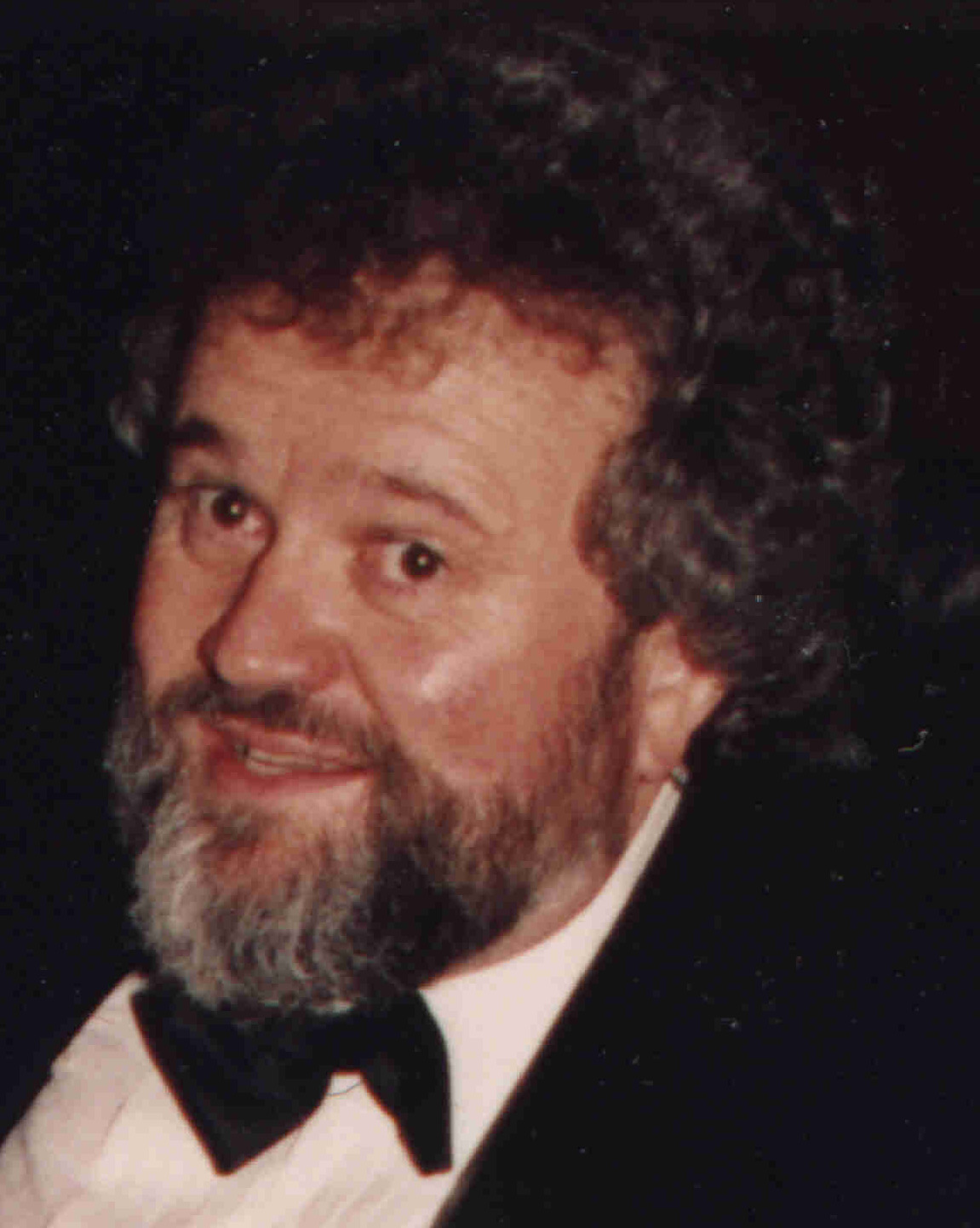

앨런 다비오(Allen Daviau, 1942년 6월 14일 ~ 2020년 4월 15일)는 미국의 촬영 감독이다. 스티븐 스필버그 감독의 영화 《E.T.》(1982), 《컬러 퍼플》(1985), 《태양의 제국》(1987) 등의 촬영 감독을 맡았다. 아카데미상 후보에 다섯 차례 올랐으며 영국 아카데미 영화상을 한 차례 받았다. 2020년 4월 15일 코로나바이러스감염증-19로 사망하였다.